# Julian Schwinger
Julian Schwinger, född i New York 12 februari 1918, död 16 juli 1994 i Los Angeles, var en amerikansk fysiker.
Schwinger tilldelades Nobelpriset i fysik 1965. Han delade priset med Richard Feynman och Sin-Itiro Tomonaga. De erhöll det enligt motiveringen på grund av deras "grundläggande arbete i kvantelektrodynamik med djuplodande följder för elementarpartikelfysiken".